# Robin I Z
Pour les articles homonymes, voir Robin Z.
Robin I Z (né en 1983, mort le 10 décembre 2008) est un étalon de robe baie, du stud-book Hanovrien, monté en saut d'obstacles par le cavalier Peter Eriksson aux Jeux équestres mondiaux de 1994 à La Haye, aux Jeux olympiques d'été de 1996 à Atlanta, et en Coupe du monde de saut d'obstacles. Ce fils de Ramiro Z et d'une jument par Almé est ensuite devenu reproducteur, père notamment de Butterfly Flip et de Mynta.

## Histoire
Il naît en 1983,, et devient la propriété de Léon Melchior, au haras de Zangersheide. Il est connu sous les noms de Robin Z, Robin I Z et Robin Z 723. Il ne doit cependant pas être confondu avec un autre Robin Z, son propre frère, identifié dans les bases de données comme Robin II Z, né chez Léon Melchior.
Il est euthanasié le mercredi 10 décembre 2008 au haras de Flyinge, à presque 26 ans, en conséquence de problèmes de santé,.

## Description
Robin I Z est un étalon de robe bai foncé, inscrit au stud-book du Hanovrien. Il toise 1,66 m ou 1,67 m.

## Palmarès
Il remporte trois Grand Prix internationaux, termine 6e de la finale de la Coupe du monde de saut d'obstacles 1995 et 7e des Championnats d'Europe.

## Pedigree
Robin I Z est issu du croisement qui a fait la réputation du haras de Zangersheide, entre l'étalon Ramiro Z et des juments issues de la souche d'Almé et de Gothard,,.

## Descendance

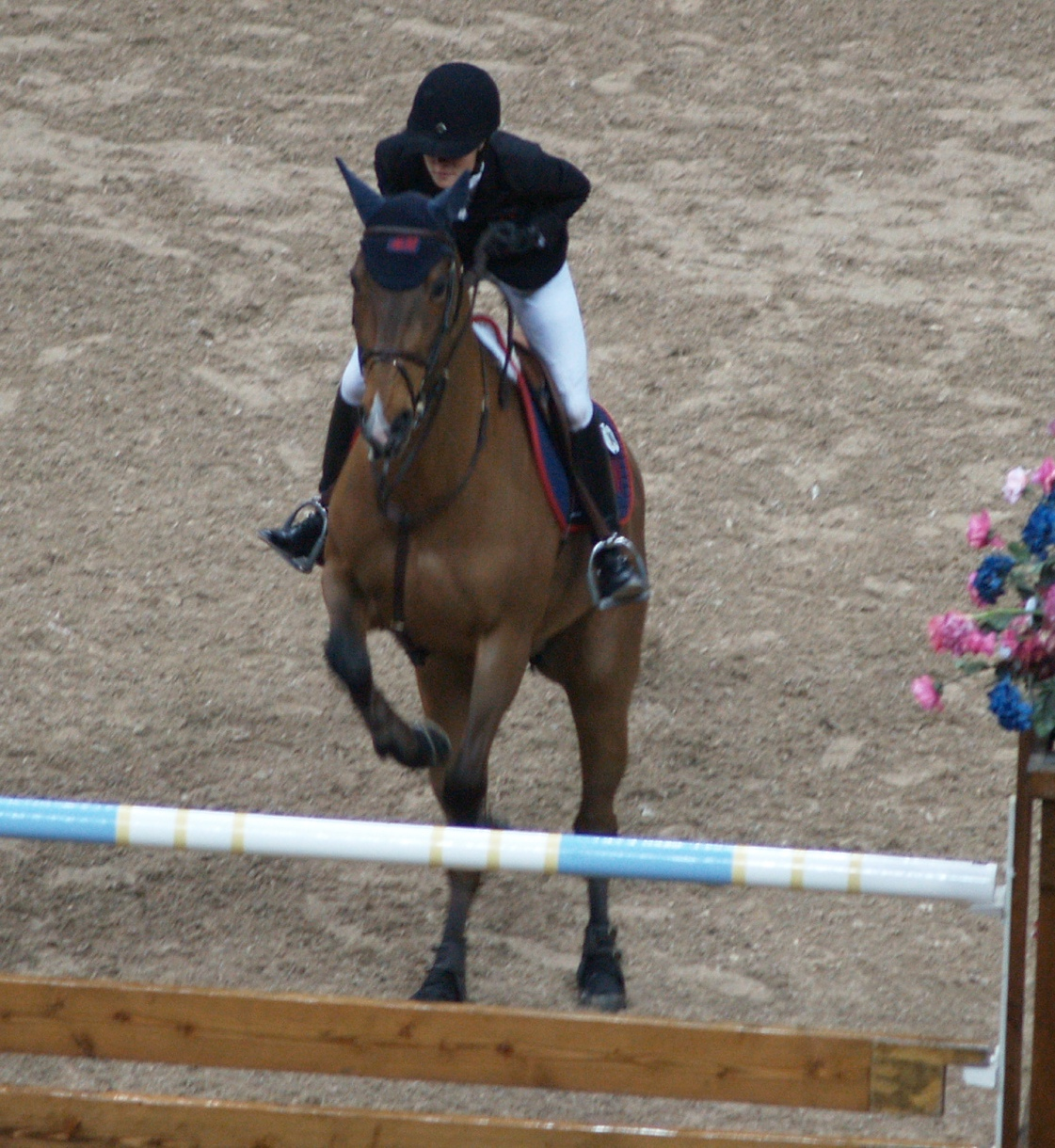
Butterfly Flip, célèbre fille de Robin I Z

Devenu reproducteur à son tour, essentiellement dans le stud-book du Selle suédois, Robin I Z est le père d'une soixantaine de chevaux de concours de haut niveau, dont les juments suédoises Butterfly Flip et Mynta,. Il n'a pas été très fructueux en tant que père de pères, seuls trois de ses 1 402 descendants ayant été approuvés.